# Anaïs Llobet
 (février 2024).
Pour les articles homonymes, voir Llobet.
Anaïs Llobet est une journaliste et écrivaine française. Elle est née au Portugal et a grandi dans une dizaine de pays. Ses romans abordent des évènements inspirés de ses expériences et de faits réels, sociaux ou environnementaux.

## Biographie
En 2013, elle travaille en tant que journaliste comme correspondante pour plusieurs médias aux Philippines durant le typhon Haiyan. En s'inspirant de cette expérience, elle écrit son premier roman, Les Mains lâchées, publié en septembre 2016.
Elle est journaliste pour le bureau de l’AFP à Nicosie, chargée du Moyen-Orient.
Elle est lauréate en 2011 du concours organisé par le Haut Commissariat des Nations unies pour les réfugiés (UNHCR).
En janvier 2019, Anaïs LLobet publie son second roman, Des hommes couleur de ciel, sur le parcours de deux frères tchétchènes, l'un homosexuel, l'autre djihadiste. Ce livre évoque la thématique de l'homosexualité en Tchétchénie, la difficile intégration de nouveaux arrivants dans une société européenne et la dualité des identités. Il a reçu le prix Étonnants Voyageurs-Ouest France 2019, le Prix Louis Guilloux 2019 et le prix Folio Lycéens 2021.
En janvier 2022, elle publie son troisième roman, Au café de la ville perdue. Avec pour décor Varosha, une ville chypriote encerclée de barbelés depuis 1974, elle suit le parcours d'une famille qui a dû tout abandonner. Salué par la blogosphère et la critique littéraire, il est notamment qualifié de "roman puzzle" et de "récit sorcier qu'on dévore comme un polar" par Télérama. 
Il est récompensé du Prix Méditerranée décerné par la Fondation Mare Nostrum en 2022. 
Anaïs Llobet est aussi la co-autrice du court-métrage documentaire Silent Voice, qui porte sur un jeune lutteur tchétchène de Mixed Martial Arts (MMA) pourchassé par son frère jusqu'en Belgique lorsque son homosexualité est découverte. Silent Voice a reçu de nombreux prix (Prix du Documentaire de la Scam 2022, Grand Prix du Festival ArtDocFest, Prix du Jury au Festival de Brive, Prix du meilleur moyen-métrage au Festival HotDocs Canada...) et a été sélectionné aux César.
Il a également été parmi les finalistes du prix Albert-Londres 2022.

## Œuvres et distinctions

### Romans
- Les Mains lâchées, Paris, éditions Plon, 2016, 152 p.  (ISBN 978-2-259-24968-3)[10]
- Des hommes couleur de ciel, Paris, éditions de l’Observatoire, 2019, 209 p.  (ISBN 979-10-329-0534-0)[11],[12],[13]
- Au café de la ville perdue, Éditions de l'Observatoire, 2022, 336 p.  (ISBN 979-10-329-1675-9)

### Court-métrage
- Documentaire Silent Voice (Dublin Films et Need Productions), 2020 (co-autrice)

### Récompenses
- Prix Louis-Guilloux 2019[14]
- Prix Ouest-France Étonnants Voyageurs 2019[15]
- Prix Folio Lycéens[16] 2021
- Prix Méditerranée[17] 2022 (Fondation Mare Nostrum)